# Eurocopa Femenina de Fútbol Sala
La Eurocopa Femenina de Fútbol Sala de la UEFA (en inglés UEFA Women's Futsal EURO) es la competición internacional de la UEFA donde se enfrentan las selecciones nacionales femeninas de fútbol sala. Su primera edición tuvo lugar en 2019 con 23 selecciones participando desde las fases clasificatorias y cuatro selecciones disputando el cuadro final. El torneo de disputa cada dos años. La selección española es la actual campeona tras ganar en la edición de 2023.

## Historial
| Año           | Sede     |         | Final        | Final      | Final        |              | Tercer y cuarto puesto | Tercer y cuarto puesto | Tercer y cuarto puesto |
| Año           | Sede     | Campeón | Resultado    | Subcampeón | Tercer lugar | Resultado    | Cuarto lugar           | Equipos                |                        |
| 2019 Detalles | Portugal | España  | 4–0          | Portugal   | Rusia        | 2–2 (3–2 p.) | Ucrania                | 4                      |                        |
| 2022 Detalles | Portugal | España  | 3–3 (4–1 p.) | Portugal   | Ucrania      | 2–1          | Hungría                | 4                      |                        |
| 2023 Detalles | Hungría  | España  | 5–1          | Ucrania    | Portugal     | 12–0         | Hungría                | 4                      |                        |

## Palmarés
| Equipo   |   |   |   | Títulos (por año) |
| -------- | - | - | - | ----------------- |
| España   | 3 |   |   | 2019, 2022, 2023  |
| Portugal |   | 2 | 1 |                   |
| Ucrania  |   | 1 | 1 |                   |
| Rusia    |   |   | 1 |                   |

## Tabla histórica de goleadoras
| Puesto | Jugadora      | Goles | Participaciones  |
| ------ | ------------- | ----- | ---------------- |
| 1      | Carla Vanessa | 23    | 2019, 2022, 2023 |
| 2      | Vane Sotelo   | 17    | 2019, 2023       |
| 3      | Janice Silva  | 12    | 2019, 2022, 2023 |
| 4      | Sara Ferreira | 11    | 2019, 2022, 2023 |
| 4      | Irene Córdoba | 11    | 2022, 2023       |
| 4      | Fifó          | 11    | 2019, 2022, 2023 |
| 7      | Pisko         | 10    | 2019, 2022, 2023 |
| 7      | Catia Morgado | 10    | 2019, 2022, 2023 |
| 7      | Ale de Paz    | 10    | 2022, 2023       |
| 10     | Rybanská      | 9     | 2022, 2023       |